# Новаци (Новаци)
Новаци (мкд. Новаци) су насеље у Северној Македонији, у јужном делу државе. Новаци су седиште истоимене општине Новаци, као и њено највеће насеље.

## Географија
Насеље Новаци је смештено у јужном делу Северне Македоније. Од најближег већег града, Битоља, насеље је удаљено 11 km источно.
Новаци се налазе у средишњем делу Пелагоније, највеће висоравни Северне Македоније. Насељски атар је равничарски, док се даље ка истоку издиже Селечка планина. Западно од насеља протиче Црна река. Надморска висина насеља је приближно 580 метара.
Клима у насељу је континентална.

## Историја
Новаци се у 19. веку спомиње као село са православним словенским живљем.
1912. године Новаци се са околином припајају Краљевини Србији, касније Југославији. Од 1991. године град је у саставу Северне Македоније.

## Становништво
Новаци су према последњем попису из 2002. године имали 1.283 становника.
Претежно становништво по последњем попису су етнички Македонци (99%).
Већинска вероисповест је православље.